# Linha 1 do Metrô de Caracas
A Linha 1: Propatria ↔ Palo Verde é uma das linhas em operação do Metrô de Caracas, inaugurada no dia 2 de janeiro de 1983. Estende-se por cerca de 20,36 km. A cor distintiva da linha é o vermelho.
Possui um total de 22 estações em operação, das quais 20 são subterrâneas e 2 são elevadas. As estações Capitolio e Plaza Venezuela possibilitam integração com outras linhas do Metrô de Caracas.
A linha é operada pela C. A. Metro de Caracas. Atende o município Libertador, que integra o Distrito Capital, e os municípios Chacao e Sucre, situados no estado de Miranda.

## Trechos
A Linha 1, ao longo dos anos, foi sendo ampliada a medida que novos trechos eram entregues. A tabela abaixo lista cada trecho construído, junto com sua data de inauguração, o número de estações inauguradas e o número de estações acumulado:
| Trecho                               | Inauguração            | N.º de estações entregue | N.º de estações acumulado |
| ------------------------------------ | ---------------------- | ------------------------ | ------------------------- |
| Propatria ↔ La Hoyada                | 2 de janeiro de 1983   | 8                        | 8                         |
| La Hoyada ↔ Chacaíto                 | 27 de março de 1983    | 6                        | 14                        |
| Chacaíto ↔ Los Dos Caminos           | 23 de abril de 1988    | 4                        | 18                        |
| Estação Los Dos Caminos ↔ Palo Verde | 19 de novembro de 1989 | 4                        | 22                        |

## Estações
| Nome                  | Inauguração            | Município           | Integração | Posição     | Latitude      | Longitude     |
| --------------------- | ---------------------- | ------------------- | ---------- | ----------- | ------------- | ------------- |
| Propatria             | 2 de janeiro de 1983   | Libertador          | -          | Subterrânea | 10° 30' 17" N | 66° 57' 21" O |
| Pérez Bonalde         | 2 de janeiro de 1983   | Libertador          | -          | Subterrânea | 10° 30' 27" N | 66° 56' 52" O |
| Plaza Sucre           | 2 de janeiro de 1983   | Libertador          | -          | Subterrânea | 10° 30' 50" N | 66° 56' 47" O |
| Gato Negro            | 2 de janeiro de 1983   | Libertador          | -          | Subterrânea | 10° 30' 57" N | 66° 56' 23" O |
| Agua Salud            | 2 de janeiro de 1983   | Libertador          | -          | Elevada     | 10° 30' 48" N | 66° 55' 51" O |
| Caño Amarillo         | 2 de janeiro de 1983   | Libertador          | -          | Elevada     | 10° 30' 31" N | 66° 55' 24" O |
| Capitolio             | 2 de janeiro de 1983   | Libertador          |            | Subterrânea | 10° 30' 17" N | 66° 55' 03" O |
| La Hoyada             | 2 de janeiro de 1983   | Libertador          | -          | Subterrânea | 10° 30' 12" N | 66° 54' 37" O |
| Parque Carabobo       | 27 de março de 1983    | Libertador          | -          | Subterrânea | 10° 30' 08" N | 66° 54' 20" O |
| Bellas Artes          | 27 de março de 1983    | Libertador          | -          | Subterrânea | 10° 30' 03" N | 66° 54' 03" O |
| Colegio de Ingenieros | 27 de março de 1983    | Libertador          | -          | Subterrânea | 10° 30' 05" N | 66° 53' 33" O |
| Plaza Venezuela       | 27 de março de 1983    | Libertador          |            | Subterrânea | 10° 29' 46" N | 66° 52' 55" O |
| Sabana Grande         | 27 de março de 1983    | Libertador          | -          | Subterrânea | 10° 29' 34" N | 66° 52' 33" O |
| Chacaíto              | 27 de março de 1983    | Chacao / Libertador | -          | Subterrânea | 10° 29' 26" N | 66° 52' 08" O |
| Chacao                | 23 de abril de 1988    | Chacao              | -          | Subterrânea | 10° 29' 31" N | 66° 51' 21" O |
| Altamira              | 23 de abril de 1988    | Chacao              | -          | Subterrânea | 10° 29' 44" N | 66° 50' 56" O |
| Miranda               | 23 de abril de 1988    | Chacao / Sucre      | -          | Subterrânea | 10° 29' 50" N | 66° 50' 29" O |
| Los Dos Caminos       | 23 de abril de 1988    | Sucre               | -          | Subterrânea | 10° 29' 41" N | 66° 50' 00" O |
| Los Cortijos          | 19 de novembro de 1989 | Sucre               | -          | Subterrânea | 10° 29' 20" N | 66° 49' 35" O |
| La California         | 19 de novembro de 1989 | Sucre               | -          | Subterrânea | 10° 29' 04" N | 66° 49' 12" O |
| Petare                | 19 de novembro de 1989 | Sucre               | -          | Subterrânea | 10° 28' 43" N | 66° 48' 24" O |
| Palo Verde            | 19 de novembro de 1989 | Sucre               | -          | Subterrânea | 10° 28' 43" N | 66° 47' 55" O |